# 天童高原スキー場
天童高原スキー場（てんどうこうげんスキーじょう）は、山形県天童市にあるスキー場。開場期間は例年12月中旬 - 3月30日の9:00 - 16:30。以前はナイター営業を17:00 - 21:00で行なっていた。3月上旬にはスキー大会やスノーボード大会が開催されるほか、スキー学校もある。

## ゲレンデ
- ボーダークロス（上級）
- パノラマコース（中級）
- ドリームコース（中級）
- ハヤブサコース（中級）
- チャンピオンコース（中級）
- カモシカコース（中級）
- ラビットコース（初級）
- ハーフパイプ2（上級）

## 施設
- リフト3本（シングル1本、ペア2本）
- 天童高原ロッジ
- 無料駐車場（合計1500台）

## アクセス
- JR奥羽本線・天童駅から車で30分。